# 캘리포니아 토런스 웨스트 고등학교
캘리포니아 토런스 웨스트 고등학교(California Torrance West High School)는 미국 캘리포니아 주 토런스에 있는 공립 6년제 중고등학교이다.

## 개교
이 학교는 1962년 첫 개교되었다.

## 트리비아
영국 출신이며 스위스 시민권을 소지한 대한민국 뮤지컬 배우 겸 연기자인 클라라 리(이성민)가 2000년 이 학교를 재학한 바 있다.